# National Women's Soccer League 2013
La National Women's Soccer League 2013 è stata la prima edizione della massima serie del campionato statunitense di calcio femminile. La stagione è iniziata il 13 aprile 2013 e si è conclusa il 31 agosto 2013. Il campionato è stato vinto dal Portland Thorns, avendo battuto nella finale dei play-off il Western New York Flash. L'NWSL Shield è stato vinto dal Western New York Flash.

## Stagione

### Formula
- Ogni squadra ha giocato un totale di 22 partite, 11 in casa e 11 in trasferta.
- Ogni squadra ha giocato 4 volte, due in casa e due fuori, contro altre tre squadre scelte in base a vicinanza geografica; ogni squadra ha giocato 2 volte, una in casa e una fuori, contro altre due squadre; ogni squadra ha giocato 3 volte, delle quali almeno una in casa e una in trasferta, contro le restanti due squadre.
- Le quattro squadre meglio classificate sono ammesse a un play-off a partita secca per determinare il vincitore del campionato.

## Squadre partecipanti
| Club              | Città       | Stadio                           |
| ----------------- | ----------- | -------------------------------- |
| Boston Breakers   | Boston      | Dilboy Stadium                   |
| Chicago Red Stars | Chicago     | Village Sports Complex           |
| FC Kansas City    | Kansas City | Shawnee Mission District Stadium |
| Portland Thorns   | Portland    | Jeld-Wen Field                   |
| Seattle Reign     | Seattle     | Memorial Stadium                 |
| Sky Blue          | Piscataway  | Yurcak Field                     |
| Washington Spirit | Germantown  | Maryland SoccerPlex              |
| Western NY Flash  | Rochester   | Sahlen's Stadium                 |

## Allenatori e sponsor
- Tutti i club utilizzano Nike come produttore di kit.

| Squadra                | Allenatore                                                    | Capitano           | Sponsor                      |
| ---------------------- | ------------------------------------------------------------- | ------------------ | ---------------------------- |
| Boston Breakers        | Lisa Cole (fino al 2 agosto) Cat Whitehill (dal 2 agosto)     | Cat Whitehill      | Ocean Spray                  |
| Chicago Red Stars      | Rory Dames                                                    | Lory Chalupny      | JimmyBars                    |
| Kansas City            | Vlatko Andonovski                                             | Becky Sauerbrunn   | Title Boxing Club            |
| Portland Thorns        | Cindy Parlow Cone                                             | Christine Sinclair | Providence Health & Services |
| Seattle Reign          | Laura Harvey                                                  | Keelin Winters     | Moda Health                  |
| Sky Blue               | Jim Gabarra                                                   | Christie Rampone   | 2NDFLOOR® Youth Helpline     |
| Washington Spirit      | Mark Parsons (fino al 30 giugno) Mark Parsons (dal 30 giugno) | Lori Lindsey       | ProChain Solutions, Inc.     |
| Western New York Flash | Aaran Lines                                                   | McCall Zerboni     | Sahlen's                     |

## Stagione regolare

### Classifica finale
| Pos. | Squadra           | Pt | G  | V  | N | P  | GF | GS | DR  |
| ---- | ----------------- | -- | -- | -- | - | -- | -- | -- | --- |
| 1.   | Western NY Flash  | 38 | 22 | 10 | 8 | 4  | 36 | 20 | +16 |
| 2.   | FC Kansas City    | 38 | 22 | 11 | 5 | 6  | 34 | 22 | +12 |
| 3.   | Portland Thorns   | 38 | 22 | 11 | 5 | 6  | 32 | 25 | +7  |
| 4.   | Sky Blue          | 36 | 22 | 10 | 6 | 6  | 31 | 26 | +5  |
| 5.   | Boston Breakers   | 30 | 22 | 8  | 6 | 8  | 35 | 34 | +1  |
| 6.   | Chicago Red Stars | 30 | 22 | 8  | 6 | 8  | 32 | 36 | -4  |
| 7.   | Seattle Reign     | 18 | 22 | 5  | 3 | 14 | 22 | 36 | -14 |
| 8.   | Washington Spirit | 14 | 22 | 3  | 5 | 14 | 16 | 39 | -23 |

Legenda:
      Vince la NWSL Shield e ammessa ai play-off
      Ammessa ai play-off
Note:
Tre punti a vittoria, uno a pareggio, zero a sconfitta.
La classifica viene stilata secondo i seguenti criteri:
1. Scontri diretti;
2. Miglior differenza reti nell'arco della stagione;
3. Maggior numero di reti segnate;
4. Verifica dei primi tre criteri riguardo alle gare in trasferta;
5. Verifica dei primi tre criteri riguardo alle gare in casa;
6. Lancio della moneta.

Se tre o più squadre rimangono in parità, si tiene conto delle seguenti regole fino a quando rimarranno solamente due squadre, classificabili come indicato nei criteri sopra:
1. Classifica avulsa;
2. Miglior differenza reti stagionale.

### Risultati
|                        | Bos     | Chi     | KaC     | Por     | Sea     | Sky     | Was     | WNY     |
| ---------------------- | ------- | ------- | ------- | ------- | ------- | ------- | ------- | ------- |
| Boston Breakers        | ––––    | 4-1     | 1-0     | 1-2 2-1 | 1-2     | 2-3 3-2 | 1-1 3-0 | 2-2     |
| Chicago Red Stars      | 1-0     | ––––    | 0-2 3-3 | 0-2     | 1-1 3-1 | 3-3     | 1-0     | 2-2 1-0 |
| Kansas City            | 2-0 3-0 | 1-3 1-2 | ––––    | 1-1 2-0 | 2-0     | 0-1     | 2-0     | 0-0     |
| Portland Thorns        | 0-2     | 0-2 3-3 | 4-3 2-3 | ––––    | 2-1 2-0 | 0-1 3-1 | 2-0     | 1-1     |
| Seattle Reign          | 1-1     | 3-1 4-1 | 0-1     | 0-1 1-2 | ––––    | 0-3     | 2-4 2-1 | 3-2     |
| Sky Blue               | 5-1 0-0 | 1-1     | 2-2 0-1 | 0-0     | 2-0     | ––––    | 1-0     | 1-0 0-3 |
| Washington Spirit      | 1-1 2-5 | 0-2 1-0 | 1-1     | 1-2     | 1-0     | 1-2 1-1 | ––––    | 1-1 0-2 |
| Western New York Flash | 1-2 2-1 | 2-1     | 2-1     | 0-0     | 1-1 1-0 | 2-1 3-0 | 4-0 3-0 | ––––    |

## NWSL play-off
Le migliori 4 squadre al termine della stagione si sfidano in un play-off per determinare la squadra campione.
|  | Semifinali | Semifinali             | Semifinali      |                 |                        | Finale                 | Finale | Finale |  |
|  |            |                        |                 |                 |                        |                        |        |        |  |
|  | 1          | Western New York Flash | 2               |                 |                        |                        |        |        |  |
|  | 1          | Western New York Flash | 2               |                 |                        |                        |        |        |  |
|  | 4          | Sky Blue               | 0               |                 |                        |                        |        |        |  |
|  | 4          | Sky Blue               | 0               |                 | Western New York Flash | Western New York Flash | 0      |        |  |
|  |            |                        |                 |                 | Western New York Flash | Western New York Flash | 0      |        |  |
|  |            |                        | Portland Thorns | Portland Thorns | 2                      |                        |        |        |  |
|  | 2          | Kansas City            | Portland Thorns | Portland Thorns | 2                      | 2                      |        |        |  |
|  | 2          | Kansas City            |                 |                 |                        |                        |        |        |  |
|  | 3          | Portland Thorns (dts)  | 3               |                 |                        |                        |        |        |  |

### Semifinali
| Arbitro: | Christina Unkel |

|                          |           |                                |
| Tymrak 12’ Henderson 25’ | Marcatori | 33’ Heath 65’ Weimer 103’ Long |

| Arbitro: | Katja Koroleva |

|                 |           |  |
| Lloyd 33’, 90+’ | Marcatori |  |

### Finale
| Arbitro: | Kari Seitz |

|  |           |                         |
|  | Marcatori | 40’ Heath 90+’ Sinclair |

## Statistiche

### Squadre

#### Classifica in divenire
|                        | 1ª | 2ª | 3ª | 4ª | 5ª | 6ª | 7ª | 8ª | 9ª | 10ª | 11ª | 12ª | 13ª | 14ª | 15ª | 16ª | 17ª | 18ª | 19ª | 20ª | 21ª | 22ª |
|                        |    |    |    |    |    |    |    |    |    |     |     |     |     |     |     |     |     |     |     |     |     |     |
| ---------------------- | -- | -- | -- | -- | -- | -- | -- | -- | -- | --- | --- | --- | --- | --- | --- | --- | --- | --- | --- | --- | --- | --- |
| Boston Breakers        | 1  | 4  | 7  | 8  | 8  | 11 | 11 | 12 | 12 | 12  | 12  | 15  | 16  | 19  | 20  | 20  | 20  | 23  | 24  | 27  | 30  | 30  |
| Chicago Red Stars      | 1  | 1  | 1  | 2  | 2  | 2  | 5  | 8  | 8  | 11  | 12  | 12  | 15  | 18  | 19  | 22  | 22  | 23  | 26  | 26  | 27  | 30  |
| Kansas City            | 1  | 4  | 7  | 7  | 10 | 10 | 10 | 13 | 16 | 16  | 19  | 20  | 23  | 24  | 25  | 26  | 29  | 32  | 35  | 38  | 38  | 38  |
| Portland Thorns        | 1  | 4  | 7  | 10 | 13 | 13 | 16 | 19 | 19 | 22  | 25  | 26  | 26  | 26  | 27  | 30  | 31  | 34  | 34  | 34  | 35  | 38  |
| Seattle Reign          | 1  | 1  | 1  | 1  | 1  | 1  | 1  | 1  | 1  | 1   | 2   | 5   | 8   | 9   | 12  | 15  | 15  | 18  | 18  | 18  | 18  | 18  |
| Sky Blue               | 3  | 6  | 6  | 7  | 10 | 13 | 16 | 19 | 22 | 22  | 25  | 26  | 27  | 27  | 30  | 31  | 31  | 31  | 31  | 34  | 35  | 36  |
| Washington Spirit      | 1  | 2  | 2  | 2  | 3  | 6  | 6  | 6  | 6  | 6   | 6   | 7   | 7   | 7   | 7   | 7   | 7   | 7   | 7   | 10  | 13  | 14  |
| Western New York Flash | 0  | 1  | 1  | 4  | 7  | 10 | 11 | 14 | 17 | 18  | 19  | 22  | 22  | 23  | 23  | 24  | 27  | 30  | 31  | 34  | 35  | 38  |

### Individuali

#### Classifica marcatrici
| Gol |  |  | Giocatore          | Squadra                |
| --- |  |  | ------------------ | ---------------------- |
| 12  |  |  | Lauren Holiday     | Kansas City            |
| 11  |  |  | Abby Wambach       | Boston Breakers        |
| 11  |  |  | Jodie Taylor       | Western New York Flash |
| 8   |  |  | Carli Lloyd        | Western New York Flash |
| 8   |  |  | Diana Matheson     | Washington Spirit      |
| 8   |  |  | Alex Morgan        | Portland Thorns        |
| 8   |  |  | Mónica Ocampo      | Sky Blue               |
| 8   |  |  | Christine Sinclair | Portland Thorns        |
| 7   |  |  | Sophie Schmidt     | Sky Blue               |
| 6   |  |  | Erika Tymrak       | Kansas City            |